# Jan Klobučar
Jan Klobučar (ur. 11 grudnia 1992 w Celje) – słoweński siatkarz, grający na pozycji przyjmującego, reprezentant Słowenii. 

## Sukcesy klubowe
Puchar Słowenii:
- 2012, 2013, 2015, 2021

MEVZA - Liga Środkowoeuropejska:
- 2013, 2014, 2024[2]
- 2012, 2023[3]
- 2015, 2021

Mistrzostwo Słowenii:
- 2012[4], 2013, 2014[5], 2015
- 2022[6], 2023[7]
- 2021

## Sukcesy reprezentacyjne
Liga Europejska:
- 2015

Mistrzostwa Europy:
- 2015, 2019, 2021